# Corneel van Kuyck
Corneel Alfons van Kuyck (Rijsbergen, 30 april 1919 - Mechelen, 13 juli 1991) was een Vlaams (jeugd)schrijver. Voornamelijk publiceerde hij onder het pseudoniem Cor Ria Leeman, een anagram van zijn voornaam (Corneel) en die van zijn echtgenote (Maria). Ook het pseudoniem Erico Laerman is van hem.

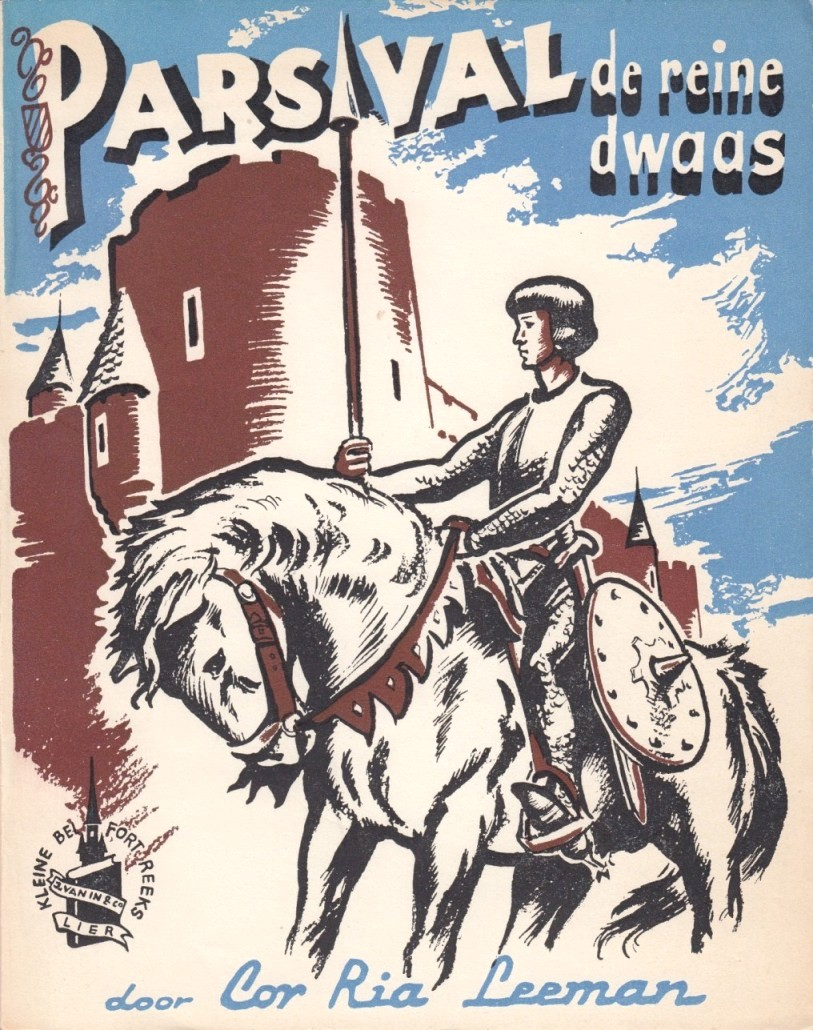
Parsival de reine dwaas (1955), geïllustreerd door Rik Jansseune

Hij was onderwijzer aan de lagere school, verbonden aan het Sint-Gummaruscollege te Lier, tot hij zich in 1972 voltijds aan het schrijverschap wijdde. 
Als onderwijzer aan de lagere school verstond hij de kunst in zijn jeugdwerken de fantasie van de jeugd aan te spreken, onder meer in:
- De geheimzinnige uitvinding van Prof Das (1951)
- Wonderbaarlijke avonturen (1953)
- Jan Klaassen (1956) (hij was ook een begenadigd poppenkastspeler)
- Het geheimzinnige vliegtuig (1954)
- Parsival de reine dwaas (1955)
- De grote Heer (1959)
- Sprotje. Een sprookje van de zee (1961)

Soms waren zijn verhalen een mengeling van avontuur en historische feiten, aanvankelijk op het randje van "belerend", op de grens tussen schoolboek en leesboek, zoals in:
- Schatten op de zeebodem (1957)
- De Vikingen (1957)
- De aardbeving (1957)
- Maya en de blanke god (1958)
- De pesoduikers van Acapulco (1967)
- Het goud van de farao (1967)
- Het graf van Lazarus (1967)
- De goudmijn: Vlaamse pioniers bij de Indianen (1979)

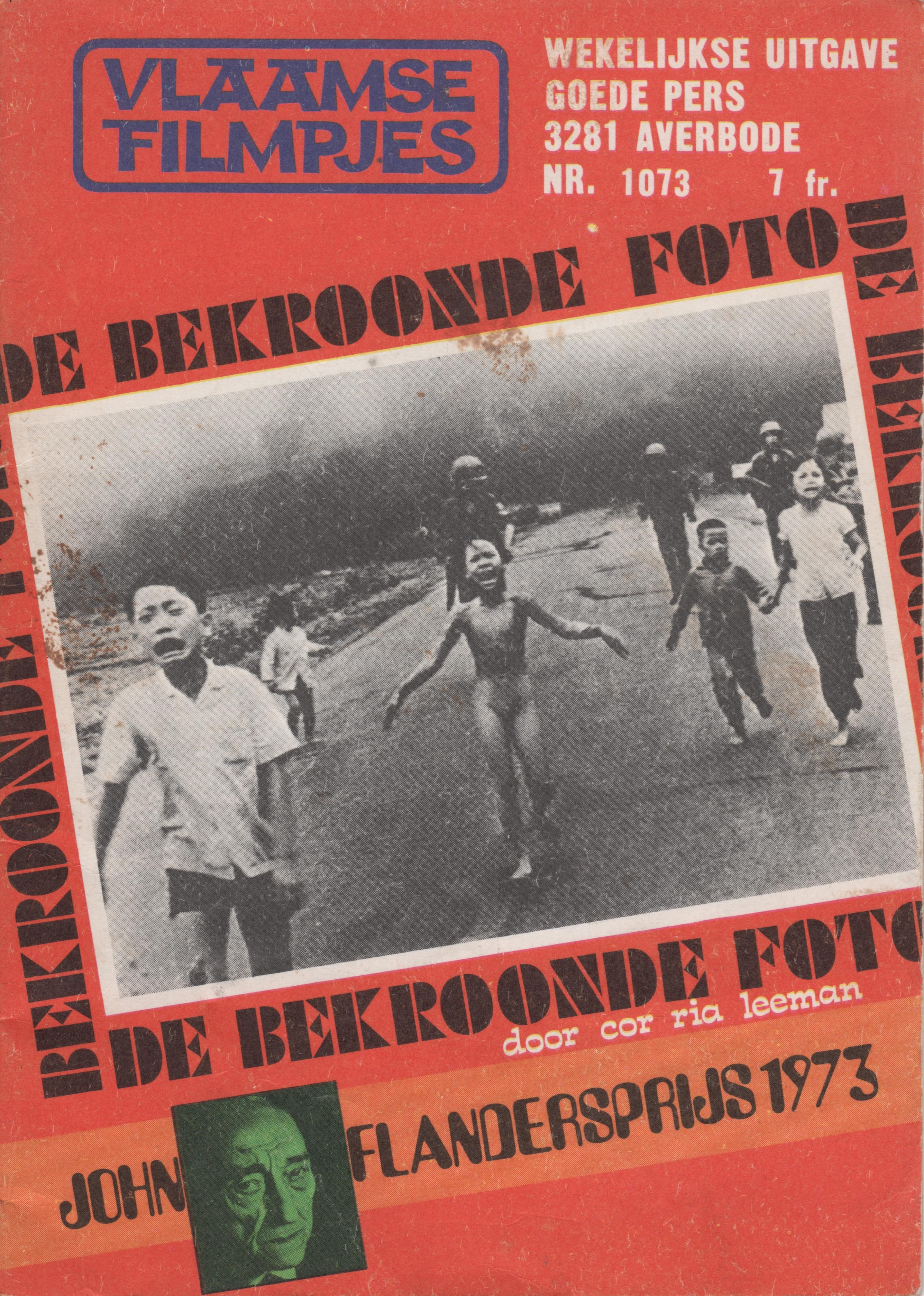
Vlaamse Filmpjes: De bekroonde foto

Leeman schreef ook vele kortverhalen in de jeugdbladen Trouw, Lente en Tijl van de Chiro, en voor de wijdverspreide Vlaamse Filmpjes. Hij won hiervoor ook in 1973 de eerste John Flandersprijs met De bekroonde foto (over de wereldberoemde persfoto van een meisje dat naakt vlucht voor de Vietnamoorlog), en nogmaals in 1978 voor Denken aan een dode Chinees. Samen met een derde verhaal werden ze in 1982 ook in boekvorm gebundeld uitgegeven.
Als populair jeugdschrijver was hij vooral vernieuwend in het gebruik van fantastische elementen, alsook van sociale thema's vooral in derdewereldlanden, en andere culturen. Belangrijke boeken in die zin, die hem mee een aparte status bezorgden in de Vlaamse jeugdliteratuur, zijn:
- Het meisje Asmin (1974)
- Planeet Epsilon (1974)
- Ik ben twee jongens (1976)
- Peter keert terug (1977)

De vuile engel (1985) gaat over een stads tienermeisje in Latijns-Amerika dat zwanger wordt. Shabonee (1984) is een verhaal over volwassenwording van een jonge indiaan.
In zijn volwassenen-romans en vooral zijn latere werken behandelt hij het thema van geloof, atheïsme en geloofstwijfels, waar hij zelf mee worstelde:
- De staart van Satan (roman, 1953)
- God in de strop (1955)
- Zalig de zondaars (roman, 1974)
- Brutopia (roman, 1978)
- Mich, een dagboek van een meisje (1983)
- Mozes (1984), een hoogst persoonlijk gekleurde biografie van de profeet

Ook van zijn vele reizen (onder meer Latijns-Amerika, Egypte, wat in die tijd nog niet zo vanzelfsprekend was) vindt men de neerslag in zijn werk.
Voor zijn boek Treur niet om het dode lam ontving van Kuyck in 1975 de Vlieberghprijs. Verschillende van zijn boeken werden vertaald, vooral in het Duits.
- Biografisch Portaal: 90626017
- Digitale Bibliotheek voor de Nederlandse Letteren: leem001
- Gemeinsame Normdatei: 106306944
- International Standard Name Identifier: 0000 0001 2031 2595
- Library of Congress Control Number: no2009128473
- Nederlandse Thesaurus van Auteursnamen: 068755031
- Virtual International Authority File: 96866868
- WorldCat: E39PBJhxr6qgFw6RD4gvhJmKh3

1. ↑  Biografisch Portaal; geraadpleegd op: 9 oktober 2017; genoemd als: Corneel Alfons van Kuyck; Biografisch Portaal-identificatiecode: 90626017.
2. 1 2  Internet Speculative Fiction Database; geraadpleegd op: 9 oktober 2017; genoemd als: Cor Ria Leeman; ISFDB-identificatiecode voor auteur: 176142.